# Color Binoculars
Color Binoculars es una aplicación de Microsoft para dispositivos iOS que permitirá a los daltónicos distinguir, por ejemplo, algunos tipos de colores con los que se encuentran durante su rutina diaria; Color Binoculars ofrece tres modos de color rojo/verde, verde/rojo y azul/amarillo; la aplicación no permite sacar fotos, solo utiliza la cámara como una ventana para dar color al mundo de los daltónicos.
La aplicación es gratuita y basa su trabajo en reemplazar los colores difíciles de distinguir por otros, es decir, si en una escena existe el rojo y verde, la app puede convertir el rojo en rosa para que sea mucho más sencillo. Lo que hace es subir o bajar la intensidad a uno de los tonos.

## Características
- La aplicación de Microsoft usa la cámara del iPhone.
- Es capaz de ajustar los colores en tiempo real.
- Mostrará en pantalla una imagen corregida para que los daltónicos puedan diferenciar bien los colores.
- Color Binoculars es útil con cualquiera de las tres formas más comunes de daltonismo (protanopia, deuteranopia y tritanopia).
- La app es capaz de convertir el rojo en rosa subiendo o bajando la intensidad del tono.[3]